# ポータブルトイレ

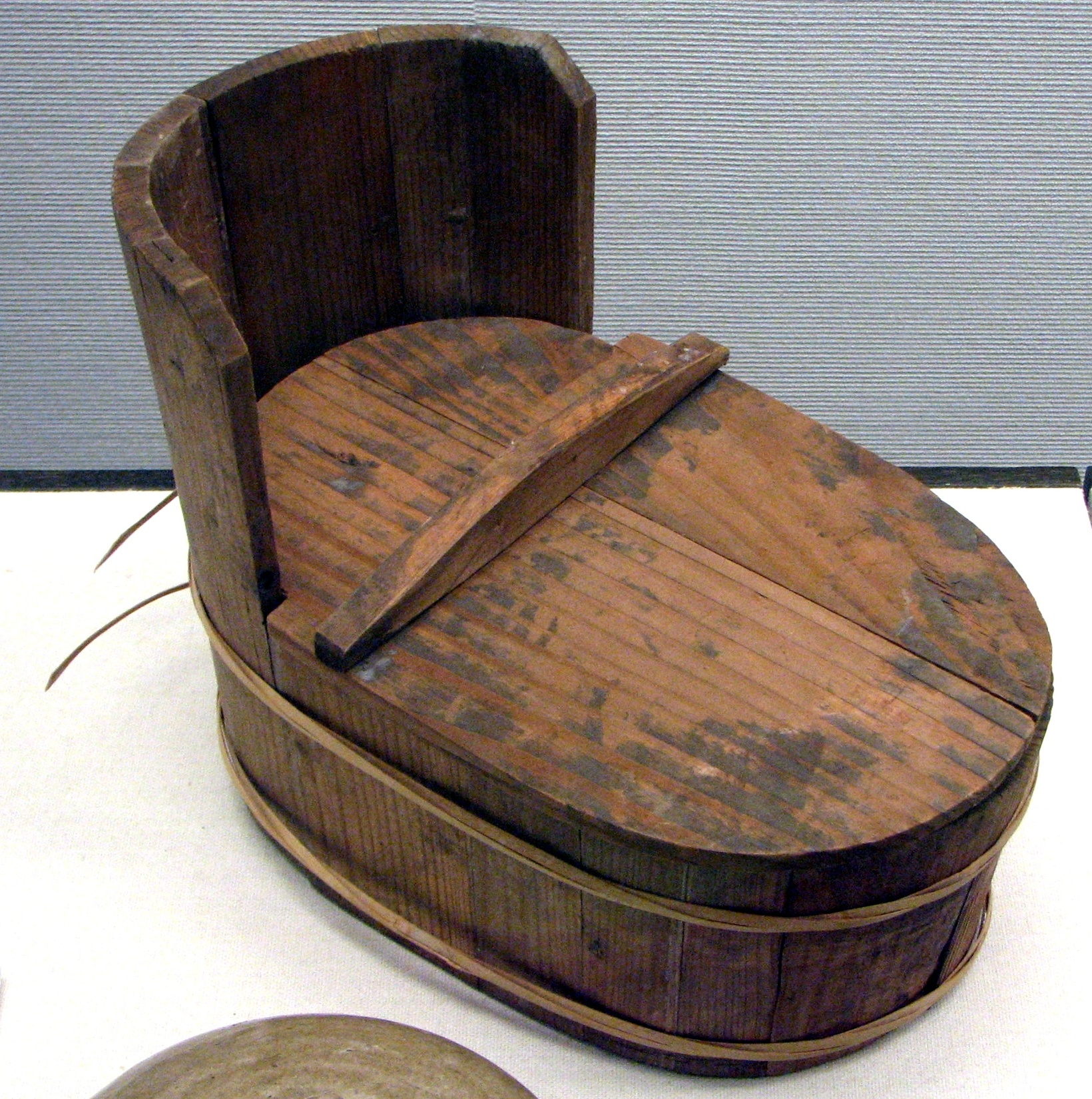
江戸時代のトイレ

ポータブルトイレは、常設のトイレを使用できない状況の人や常設のトイレがない環境で使用される簡易な可搬型の便器（トイレ）。なお、日本語で「携帯トイレ」として分類されるものは便座がなく、既設のトイレブースに被せて使用する形式のものも含む。以下では便座付きポータブルトイレを中心に述べる。

## 便座付トイレ
介護用のポータブルトイレなどは簡易トイレに分類される。簡易トイレは小型で室内に設置することができ持ち運びが可能である。便座にし尿を貯留する槽が付いており、便座と一定の処理方式がセットになっている。
ポータブルトイレは使用する都度、し尿の廃棄と便槽の洗浄を手作業でする必要があることが欠点である。特に介護では介護者の労力など負担が大きく、被介護者の自立を妨げるおそれもあるとされる。

### 介護用ポータブルトイレ
ポータブルトイレは高さを調節でき、足が便座の下に入るものが好ましいとされる。
ポータブルトイレは立ち上がりやすいように蹴り込みがある構造のものが一般的である。シャワーや消臭などの機能を持つものもあり、居住環境に合うよう家具調のものもある。
プラスチック製ポータブルトイレは軽量で掃除がしやすいなどの長所がある。他方、蹴り込みが少ないと立ち上がりにくい、軽量のため不安定感があるなどの欠点もある。高さ調節や立ち上がりの補助の枠が必要な場合にはトイレ枠を取り付ける必要がある。
木製ポータブルトイレは重量があり安定感があること、インテリア性があることなどの長所がある。木製ポータブルトイレの欠点は大型のものが多く広い設置スペースが必要なこと、移動させにくいこと、染みになりやすく掃除が複雑であること、座面が硬いことなどである。
金属製ポータブルトイレやコモード型ポータブルトイレは座面を調節しやすい、立ち上がりやすい、左右両方のアームを利用できる、掃除がしやすい、木製に比べて軽量で移動しやすいなどの長所がある。金属製ポータブルトイレの欠点は冷たい印象がありインテリア性に欠けることなどである。

### おまる

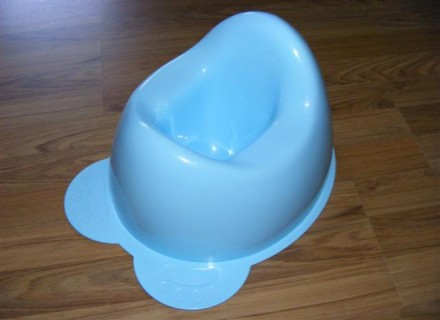
おまる

おまる（御虎子）とは、小型のポータブルトイレである。現代では幼児がおむつが取れた後、一般のトイレで用が足せるようになるまでの間に用いられる中継的存在で、トイレットトレーニングなどの家庭教育（躾）にも利用される。大小便・男女兼用。主に2歳頃から5歳頃まで使用される。ただし、トイレトレーニングを始めるタイミングは非常に個人差が大きい。洋式の水洗式便所の家庭や施設が多いため、排泄後の流す訓練や排泄後に片づける手間がないといった点からトイレットトレーニングにおいておまるをとばして一般の洋式トイレで補助便座を使って行うケースや幼児用便器を使って行うケースも多い。補助便座は大人用の便座に置いて使うもので、幼児が補助便座を使用する場合は姿勢を維持できるよう踏み台を用いることもある。
おむつ無し育児という育児手法では、ホーロー製のおまる等が使用され、新生児からからオムツの外で排泄をするなど、排泄を通して子どもとのコミュニケーションを図るための大切な育児用品である。

#### 構造
幼児がまたがって使用する形の物と、腰掛けて使用する形の物が存在するが、またがって使用する形が一般的。構造としては、汚物受け（便槽）と本体が分離した物と、それらが一体化した物が存在する。サンリオやアンパンマン・スヌーピーなどの幼児層に人気のあるキャラクターグッズをあしらった製品、動物をあしらった物（代表としてアヒル、白鳥）などが主流であった。
いきむためや体を固定し易く安定感が得られるように、ハンドル（握り棒）を持つ製品が主流で、このハンドル部分にも様々な形状の製品が多い。

#### 西洋
古代ギリシアや古代ローマ人ではおまるを用いていた。古代ローマではパーティーなどの外出用のポータブルのおまるもあったが、街中には公衆おまるが設けられていた。
欧米の大都市では19世紀後半に廃棄物の収集処理体制が整うまで、ほとんどの都市で廃棄物問題を抱えていた。便所のある家庭は皆無で、多くの王宮や城郭で中世から近世まで便所は床に単に穴をあけた構造であったが、ベルサイユ宮殿ではおまるが用いられていた。

#### 日本
日本では平安時代に貴族が「しのはこ」や「おおつぼ」という持ち運び式のおまるを使用した。樋箱（ひばこ）という語もみられる。
江戸時代の参勤交代時には、厠駕籠という携帯トイレ付きの駕籠が随行したという話がある。

### その他の形式
- 折りたたみ式で搬送可能な形式に組立トイレがあり、便槽に貯留する方式と、マンホールへ直結して流下させる方式がある[1]。
- 災害時に用いる応急対応の段ボールトイレもある[1]。
- インドネシアではトイレを所有しないスラム地区の家屋に可搬式のし尿搬出タンクを備えた一体型トイレを設置し、し尿を地区外のし尿一時貯留ステーションで回収して処理するポータブルトイレシステム（PTS）が導入されている[11]。

## 携帯トイレ

### 構造
便袋をトイレとして使用するもので、内部の吸水シートや凝固剤によって安定化させるようにしたもの。消臭剤や外袋を付けた構造のものもある。便座が一体になっているわけではなく、洋式便器に被せて用いるなど既設のトイレブースで使用することができるようになっている。
なお、携帯トイレの管理に当たっては、使用済み便袋のストック場所、臭気対策、最終処理方法が問題となる（最終処理方法は自治体により異なる）。

### 登山用携帯トイレ
登山シーズンには登山者の急増により山小屋のトイレが使用できず、シーズン後も山小屋は閉鎖されており、またそもそも登山口など以外に山岳トイレがない山もあることから登山時には携帯トイレの持参が推奨されている。携帯トイレ（登山用携帯トイレなど）はホームセンター、アウトドアショップ、自動車用品店などのほか、一部の山小屋でも販売されている。山によっては山頂トイレのブース内に専用の便座が設けられ、携帯トイレの処理袋を便座に被せて使用するようになっている。

### エチケット袋

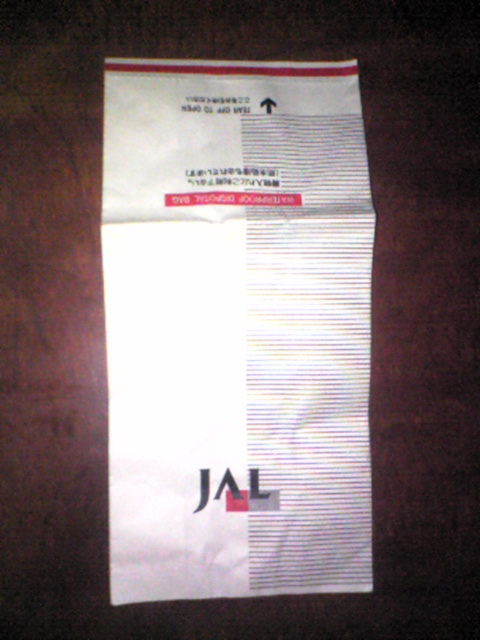
一般的な吐袋

エチケット袋（エチケットぶくろ）は吐き気に伴う吐瀉物を受けるもので、乗り物酔い時などで用いられる。航空や船舶などの運輸業では「吐袋（とぶくろ）」と称される。内面を樹脂内面を防水処理した紙袋状の製品も販売されており、使用時に開封して使用後は袋の口を折り返す。非常時は、ビニール袋やバケツなどの内に古新聞紙を広げたり、エチケット袋を小便・大便の処理に使用することも出来る。

## 床上排泄の尿器・便器

### 尿瓶

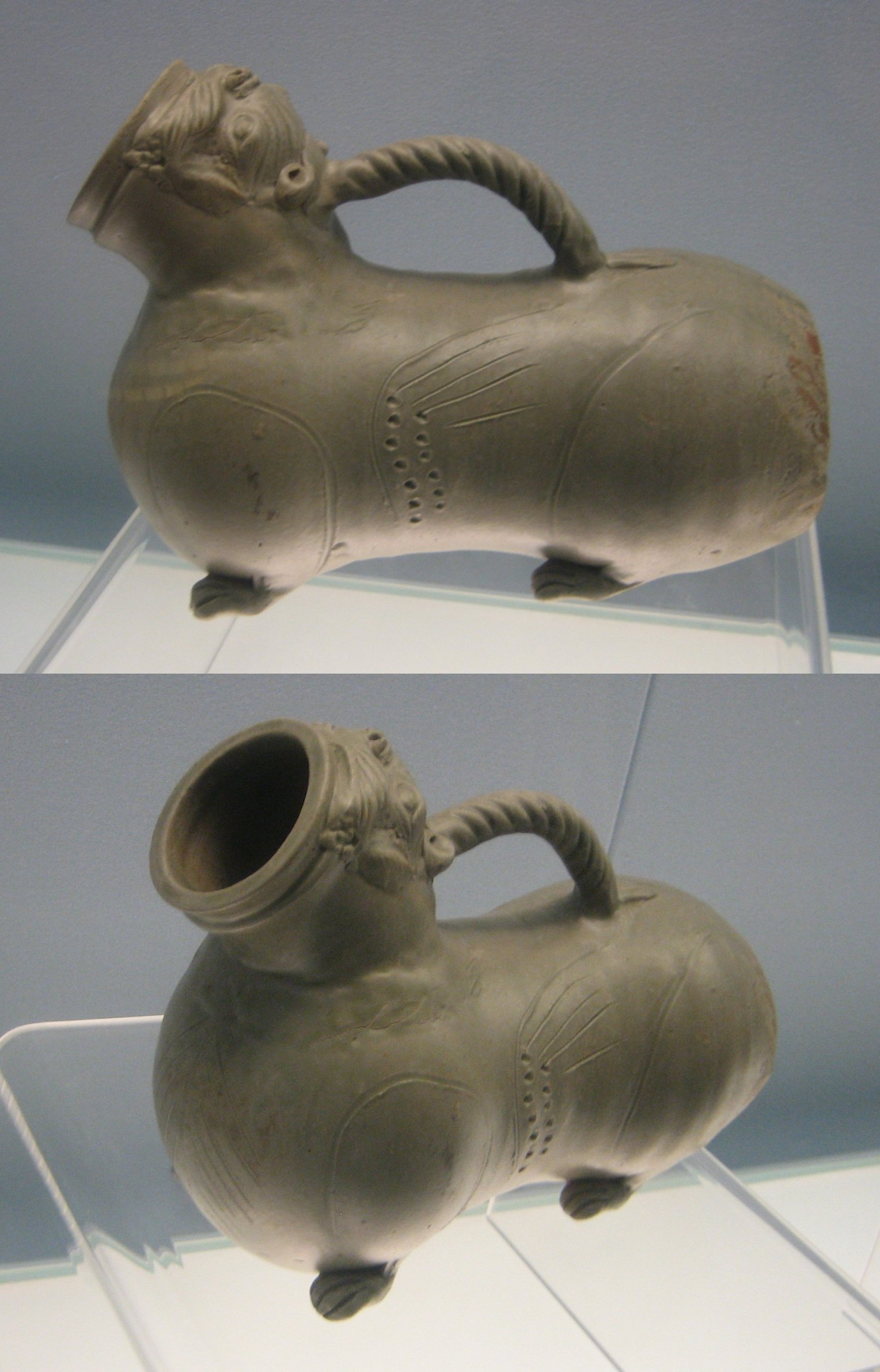
尿瓶

尿瓶（しびん）とは、尿を受けるための瓶状の容器。男性用と女性用、子供用が存在する。女性用は男性用に比べて受け口が広い。子供用は受け口が広がっているとともに小さめに作られている。排尿口に当てて使う。寝ながらでも排尿することが出来る。派生形として、持ちやすいよう尿受けと本体が分離した安楽尿器等の器具がある。元来は溲瓶（しびん、しゅびん）という表記だが、あまり用いられない。

### 差し込み便器

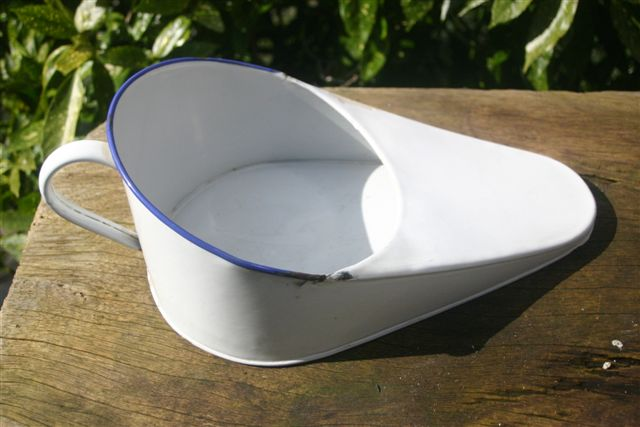
差し込み便器

差し込み便器（さしこみべんき）とは、尻の下に差し込んで使う便器。寝ながら排泄することが出来る。寝たきり患者などベッドから動けない人に対して用いられる。ただし、腸や肛門が下を向かず、重力を利用して排泄することが出来ないため、腹圧を余分にかけて排泄する必要がある。

## 文化

### 尿筒
尿筒（しとづつ）とは、主として竹で作成した携帯型の小便器。束帯など複雑長大な衣服を着用して用をたすことが困難な際、衣服中に差し入れて用いた。従者の腰にささせ、または浅黄の嚢にいれて従者にもたせた。
鎌倉時代から江戸時代にかけて、征夷大将軍などの尿筒を扱う公人朝夕人（くにんちょうじゃくにん）と呼ばれる役職が専任かつ世襲で存在した。
尿筒は、「完筒」、「環筒」（かんづつ）ともいう。
『木曾街道　続膝栗毛　三編　下』（十返舎一九、1810年（文化7年）〜1822年（文政5年））では、作中人物が完筒の中の「酒」を飲んだ一幕がある。
```
おせう「エエ埒もないひよんだくれなことしたわい」
おやぢ「なんでじやいな」
おせう「その吹筒の酒うつかり呑よつたがアア胸がむかつくむかつく」
弥次「なぜでござります」
おせう「そうたい禁裏の御葬送などの節堂上方がみなもたせらるる'''完筒'''といふものはそれじやわいなあなたがたが急に手水にゆきたくならせられた時それへなさるるものじや江戸でも青竹を火吹竹ほどにきつて大名衆のもたせらるる事があるやはり江戸でも'''完筒'''といふて小便なさるるものじやわいな」
北八「エエそんなら此吹筒もとは公家衆の小便担（たご）かへサアサア大変大変」

```

### 信仰上の理由
特別な理由として、アイヌ民族などは自然界の水（川・海・湖など）を神聖視していたため、これらの場所で用を足すことはタブー視されており（水辺に穢れを入れるとして）、舟で遠い海上へ出る際も、大小かかわりなく便は容器にとって陸に持ち帰ってまで処理した。